# Charles A. Bassett
Charles Arthur "Charlie" Bassett II, född 30 december 1931, död 28 januari 1966, var en amerikansk astronaut.
Bassett blev uttagen i astronautgrupp 3 1963 som en av de nya Apollopiloterna inför det stundande Apolloprogrammet. Eftersom Apolloprogrammet försenades fick han och de andra i astronautgruppen träna för flygningar med Geminiprogrammet först.
Han dog under träning i rymdprogrammet när han var på väg till McDonnells fabrik som tillverkade rymdkapseln till Geminiprogrammet. I dålig sikt havererade flygplanet han flög med och som styrdes av Elliott M. See. See missade landningsbanan och havererade rakt in i en byggnad nära landningsbanan på Lambert Field med det T-38 flygplan han var pilot för. See skulle ha varit befälhavare på färden med Gemini 9 där Bassett var uttagen som pilot.